# Überholbahnhof Kraichtal
Der Bahnhof Kraichtal, auch Überholungsbahnhof Kraichtal, kurz Übf Kraichtal, ist ein Bahnhof an der Schnellfahrstrecke Mannheim–Stuttgart. Er ist der einzige Überholbahnhof der Strecke und dient neben Überholungen auch als Standort der Oberbau-Instandhaltung und ist dazu auch über das Straßennetz erreichbar. Der Bahnhof liegt zwei Kilometer nordöstlich des Ortskerns von Bauerbach zwischen Gochsheim, Büchig und Bauerbach und erstreckt sich über die Gemarkungen der Städte Kraichtal und Bretten.

## Aufbau
Der 38 m breite und 2.285 m lange Bahnhof liegt in einem Einschnitt im bewegten Gelände des Kraichgaus. Der Einschnitt weist im Bahnhofsbereich eine maximale Breite von 124 m und eine maximale Tiefe (über Schienenoberkante) von 18 m auf.
Er liegt zwischen den Streckenkilometern 53,4 und 56,4. Der Westkopf beginnt dabei bei km 54,580, der Ostkopf bei km 55,920. Beim Kilometer 54,433 kreuzt die Kreisstraße K3503, einschließlich eines Fuß- und Radwegs, die Bahnanlagen auf einer Brücke.
Die Trasse verläuft gen Stuttgart weitgehend in einem Rechtsbogen, die Gradiente steigt in südlicher Richtung leicht an. Nördlich schließt sich der Simonsweingartentunnel, südlich die Talbrücke Bauerbach an.
Der Bahnhof besteht aus fünf Gleisen: An die beiden durchgehenden Hauptgleise der Schnellfahrstrecke schließt sich beidseitig je ein Überholgleis von 750 m Nutzlänge an. Auf das östliche Überholgleis folgt darüber hinaus ein Aufstellgleis von 790 m Nutzlänge. Im Osten der Anlage entstanden ferner ein Unterwerk und ein Stellwerk. Am Nord- und Südkopf der Anlage ermöglichen mit 100 km/h befahrbare Gleiswechsel den Wechsel auf das jeweils andere Streckengleis. Im Norden liegen darüber hinaus zwei weitere Betriebsgleise (Anbindung des Unterwerks und einer Verladerampe).
Nördlich der Gleisanlage befindet sich ein im Juni 1990 in Betrieb genommenes, elektronisches Stellwerk der Bauart El S, das vom Bahnhof Hockenheim ferngesteuert wird. Daneben liegt ein Unterwerk, das über eine Stichleitung aus der Bahnstromleitung Wiesental–Vaihingen gespeist wird. Insbesondere im westlichen Teil des Bahnhofs liegen Lärmschutzwälle mit einer Höhe von bis zu 3,00 m über Schienenoberkante.
Neben dem Überholbahnhof bestehen an der Schnellfahrstrecke weitere Überholmöglichkeiten in den Bahnhöfen Vaihingen (Enz) und Hockenheim.

## Geschichte

### Planung
Nach dem Neubaustrecken-Planungsstand von 1973 sollte ein Betriebsbahnhof südöstlicher der heutigen Lage, im südöstlichen Anschluss an die Talbrücke Bauerbach (im damaligen Streckenkilometer 59,5) entstehen. In der frühen Planungsphase wurde der zukünftige Bahnhof auch als Überholbahnhof Bauerbach bezeichnet.
Das Planfeststellungsverfahren für den Bereich des Kraichgauer Hügellands, zu dem der Überholbahnhof gehört, wurde im April 1975 eingeleitet. Später wurde ein neues Verfahren eingeleitet, das zuvor vorgebrachte Einwendungen – insbesondere aus dem Bereich des Natur- und Landschaftsschutzes – berücksichtigte.
Am 6. März 1979 fand der Erörterungstermin für die Planfeststellungsabschnitte 6b (Kraichtal) und 7a (Bruchsal) statt.

### Bau
Im Sommer 1987 wurde der Erdbauauftrag für den Abschnitt zwischen dem Simonsweingartentunnel und der Talbrücke Bauerbach vergeben. Die Arbeiten begannen im Herbst 1987 mit der Räumung des Baufeldes. Die Erdbauarbeiten am Bahnhof begannen, nach Verzögerungen infolge einer längeren Regenperiode, im August 1988 und wurden Ende 1988 abgeschlossen. Im Februar 1989 wurde der Einbau der Frostschutzschicht beendet. Die Fertigstellung war für Frühjahr 1989 geplant (Stand: April 1989). In der Bauphase wurde darüber hinaus ein Baugleis östlich des Überholbahnhofs zur Strecke Heilbronn–Karlsruhe eingerichtet.
Für die Bauarbeiten musste die Kreisstraße (K 3503) auf einer Länge von rund 2,3 km verlegt und mit einer Brücke über den Bahnhof geführt werden. Insgesamt wurden rund 650.000 m³ Boden ausgehoben und 200.000 m³ neu aufgetragen. Aushub, der sich nicht im selben Baulos für Dämme verwenden ließ, wurde zur Verfüllung der in offener Bauweise erstellten Tunnel Altenberg und Simonsweingarten verwendet.

### Betrieb
Während der Sanierung der Strecke vom April bis Oktober 2020 entgleisten am 13. Juni 2020 einige Wagen eines Bauzuges, der die Weichengroßteile zum Einbauort bringen sollte, im Bahnhof.